# Alpina
Alpina je slovensko obutveno podjetje, ustanovljeno leta 1947. Nastalo je z združitvijo več čevljarskih delavnic v Žireh. Sprva se je podjetje imenovalo "Tovarna čevljev Žiri", leta 1951 pa se je preimenovalo v "Alpina". Leta 1985 je bilo  Alpini zaposlenih že okoli 2000 delavcev. Danes je Alpina delniška družba, ki zaposluje okoli 1000 delavcev, na leto pa izdelajo okoli 1,7 milijona parov čevljev in škornjev, ki se po večini prodajajo pod lastno blagovno znamko. 
Večino proizvodnje predstavljajo športni in zimski čevlji, hčerinsko podjetje "Alpina Sports" pa proizvaja smučarske čevlje. Manjši del proizvodnje obsega modno obutev.
Alpina je eden vodilnih proizvajalcev čevljev za tek na smučeh, saj na tem področju obvladuje okoli 30 % svetovnega trga. Z njihovimi čevlji za tek na smučeh so opremljene reprezentance Slovenije, Norveške, Švedske, Italije in Kanade. 
Največji trgi Alpine so ZDA, Nemčija, Češka, Avstrija in Poljska, svoje trgovine pa imajo v mnogo državah jugovzhodne Evrope.